# Sobra Fluctus
Il Sobra Fluctus è una struttura geologica della superficie di Venere.